# Cumbre Pica de los Silva
La Cumbre Pica de los Silva es una formación de montaña ubicada en el extremo sur del municipio Mora, Carabobo, Venezuela. A una altitud de 1.557 m s. n. m. la Cumbre Pica de los Silva es una de las montañas más altas en Carabobo. Constituye parte del límite sur del parque nacional San Esteban y el límite sur del municipio Mora.

## Ubicación
La Cumbre Pica de los Silva se encuentra al oeste de Bárbula. La cumbre es continuación norte de la Cumbre de Chirgua a nivel de «Playón» sobre la Autopista Valencia - Puerto Cabello. Más al norte se llega al Mar Caribe por la bahía de Morón al oeste de Puerto Cabello.